# IBM PC
IBM Personal Computer (познат и као IBM PC) је првобитна верзија и предак хардверске платформе IBM PC компатибилних рачунара. То је IBM-ов моделIBM PC 5150 који је представљен 12. августа 1981. године. Начинио га је тим инжeњера и дизајнера из IBM-овог одељења IBM Entry Systems Division из Бока Ратона на Флориди, а под вођством Дона Естриџа.
Термин „лични рачунар” (енгл. Personal computer) је, заједно са терминима „микрорачунар” (енгл. microcomputer) и „кућни рачунар” (енгл. home computer), био у употреби и пре 1981. године. Коришћен је већ 1972. године да опише рачунар Alto компаније „Зирокс ПАРК” (Xerox PARC). Међутим, због успеха који је постигао IBM Personal Computer, овај термин је почео да у ужем смислу означава микрорачунар који је компатибилан са IBM-овим производом.

## Историја
Развила га је у потпуној тајности, почетком осамдесетих година 20. века, фирма IBM (енгл. International Business Machines) гигант који је у том моменту држао 60% светског тржишта рачунара. Главни производ IBM-а су били такозвани мејнфрејмови (енгл. mainframe), на тржишту најмоћнији рачунари, али димензија таквих да су се смештали у ормане. Наравно и цена је била далеко већа. Мејнфрејмови су радили у климатизованим просторијама јер су имали велику потрошњу електричне енергије. 
IBM PC рачунар је развијен као одговор на производе компаније Apple, пре свега, али и на читаву шуму разноразних кућних рачунара који су преплавили тржиште.
IBM је направио историјски потез. Направио је рачунар такозване „отворене архитектуре” и за разлику од Apple, објавио је шему рачунара и на матичној плочи (енгл. motherboard) оставио осам слотова (конектора) у које су могли да се забадају разноразни додаци који су проширивали могућност примене. Разноразне друге фирме су се бациле на развој тих додатних штампаних плоча и после неколико година број тих додатних плоча је превазилазио 4000.

## Генерације

### 
Први рачунар у тој серији IBM PC се састојао од следећих компонети:
- Монохроматски монитор
- Тастатура
- кућиште у коме су били:
  - матична плоча са Intel 8088 микропроцесором, ROM-ом (са уграђеним Microsoft BASIC) и 64  RAM-а
  - напајање рачунара
  - звучник
  - видео картица

Једини вид секундарне меморије подржан без проширења је касетофон.
Хард диск се појавио касније као редовни саставни део личних рачунара. Звучници за репродукцију музике, камера, скенер, итд. су дошли још касније.
Оперативни систем се учитавао са флопи дискете која је све време морала да стоји у диск драјву.
Врло сличан оригиналном, уз минималне измене - првенствено по већој уграђеној меморији и без подршке за касетофон.
Да би што више снизио цену и постао конкурентан IBM је у једном моменту направио IBM PC Jr рачунар који је као елеменат за меморисање података имао касетофон.
Следећа генерација, у односу на XT, је била неколико пута бржа те је добила додатак у имену AT (енг: Advanced Technology). Главни напредак представљао је нови процесор Intel 80286 и проширења меморијске магистрале и магистрале за проширења на 16 бита.
Следећа генерација PS (енг: Personal System). Флопи-диск од 3,5 инча је већ стандард, као и тврди диск.